# Brunswick (Maryland)
Brunswick è un comune degli Stati Uniti d'America, nella contea di Frederick nello Stato del Maryland.